# ニック・マーゲビチウス
ニコラス・フィリップ・マーゲビチウス（Nicholas Phillip Margevicius, 英語発音: /ˈnɪk ˌmɑrˈgævəʧəs/; 1996年6月18日 - ）は、アメリカ合衆国オハイオ州クリーブランド出身のプロ野球選手（投手）。MLBのデトロイト・タイガース傘下所属。左投左打。

## 経歴

### プロ入り前
少年時代は地元球団のクリーブランド・インディアンスファンであり、憧れの選手はジム・トーミだった。

### プロ入りとパドレス時代
2017年のMLBドラフト7巡目（全体198位）でサンディエゴ・パドレスから指名され、プロ入り。契約後、傘下のルーキー級アリゾナリーグ・パドレスでプロデビュー。A-級トリシティ・ダストデビルズでもプレーし、2球団合計で11試合（先発10試合）に登板して4勝1敗1セーブ、防御率1.31、62奪三振を記録した。
2018年はA級フォートウェイン・ティンキャップスとA+級レイクエルシノア・ストームでプレーし、2球団合計で23試合（先発22試合）に登板して10勝8敗、防御率3.60、146奪三振を記録した。また、テキサスリーグのプレーオフでAA級サンアントニオ・ミッションズの一員としても登板した。
2019年はシーズン開幕日の3月28日、2日後の30日にメジャー契約を結んでアクティブ・ロースター入りすると報じられた。当日のサンフランシスコ・ジャイアンツ戦でメジャーデビュー（5回1失点で敗戦投手）。この年メジャーでは17試合（先発12試合）に登板して2勝6敗、防御率6.79、42奪三振を記録した。
2020年1月17日にクレイグ・スタメンの再契約に伴ってDFAとなった。

### マリナーズ時代
2020年1月24日にウェイバー公示を経てシアトル・マリナーズへ移籍した。
2021年5月13日に胸郭出口症候群となり60日間の故障者リスト入りとなった。
2022年は開幕から傘下のAAA級タコマ・レイニアーズでプレーしていたが5月5日にDFAとなり、9日にマイナー契約となった（そのままAAA級タコマ所属。）。
2023年はマリナーズのスプリングトレーニングに招待選手として参加したが、開幕前の3月6日に自由契約となった。

### ブレーブス傘下時代
2023年4月4日にアトランタ・ブレーブスとマイナー契約を結び、同月23日にAAA級グウィネット・ストライパーズに配属され、8月1日にAA級ミシシッピ・ブレーブスに配属された。オフの11月6日にFAとなった。

### 台鋼時代
2024年1月22日、台湾プロ野球の台鋼ホークスと契約した。登録名は「哈瑪星」。オフに退団した。

### タイガース傘下時代
2025年4月17日にメキシカンリーグのドスラレドス・オウルズと契約を結んでいたが、29日にデトロイト・タイガースとマイナー契約を結んだ。

## 投球スタイル
平均88mph（約141.6km/h）のフォーシームが投球の約半分を占め、それにスライダーとカーブ、まれにチェンジアップを交える。

## 詳細情報

### 年度別投手成績
| 年 度     | 球 団     | 登 板 | 先 発 | 完 投 | 完 封 | 無 四 球 | 勝 利 | 敗 戦 | セ 丨 ブ | ホ 丨 ル ド | 勝 率 | 打 者 | 投 球 回 | 被 安 打 | 被 本 塁 打 | 与 四 球 | 敬 遠 | 与 死 球 | 奪 三 振 | 暴 投 | ボ 丨 ク | 失 点 | 自 責 点 | 防 御 率 | W H I P |
| --------- | --------- | ----- | ----- | ----- | ----- | -------- | ----- | ----- | -------- | ----------- | ----- | ----- | -------- | -------- | ----------- | -------- | ----- | -------- | -------- | ----- | -------- | ----- | -------- | -------- | ------- |
| 2019      | SD        | 17    | 12    | 0     | 0     | 0        | 2     | 6     | 0        | 0           | .250  | 263   | 57.0     | 73       | 12          | 19       | 1     | 3        | 42       | 1     | 0        | 46    | 43       | 6.79     | 1.61    |
| 2020      | SEA       | 10    | 7     | 0     | 0     | 0        | 2     | 3     | 0        | 0           | .400  | 170   | 41.1     | 38       | 6           | 14       | 2     | 0        | 36       | 2     | 0        | 21    | 21       | 4.57     | 1.26    |
| 2021      | SEA       | 5     | 3     | 0     | 0     | 0        | 0     | 2     | 0        | 0           | .000  | 60    | 12.0     | 13       | 2           | 7        | 0     | 1        | 12       | 2     | 0        | 16    | 11       | 8.25     | 1.67    |
| 2024      | 台鋼      | 18    | 18    | 1     | 1     | 0        | 7     | 6     | 0        | 0           | .538  | 455   | 108.1    | 120      | 5           | 20       | 0     | 2        | 86       | 6     | 1        | 38    | 34       | 2.82     | 1.29    |
| MLB：3年  | MLB：3年  | 32    | 22    | 0     | 0     | 0        | 4     | 11    | 0        | 0           | .267  | 493   | 110.1    | 124      | 20          | 40       | 3     | 4        | 90       | 5     | 0        | 83    | 75       | 6.12     | 1.49    |
| CPBL：1年 | CPBL：1年 | 18    | 18    | 1     | 1     | 0        | 7     | 6     | 0        | 0           | .538  | 455   | 108.1    | 120      | 5           | 20       | 0     | 2        | 86       | 6     | 1        | 38    | 34       | 2.82     | 1.29    |

- 2024年度シーズン終了時

### 年度別守備成績
| 年 度 | 球 団 | 投手（P） | 投手（P） | 投手（P） | 投手（P） | 投手（P） | 投手（P） |
| 年 度 | 球 団 | 試 合     | 刺 殺     | 補 殺     | 失 策     | 併 殺     | 守 備 率  |
| ----- | ----- | --------- | --------- | --------- | --------- | --------- | --------- |
| 2019  | SD    | 17        | 3         | 6         | 0         | 0         | 1.000     |
| 2020  | SEA   | 10        | 2         | 4         | 0         | 1         | 1.000     |
| 2021  | SEA   | 5         | 0         | 1         | 0         | 0         | 1.000     |
| MLB   | MLB   | 32        | 5         | 11        | 0         | 1         | 1.000     |

- 2021年度シーズン終了時

### 背番号
- 25（2019年）
- 52（2020年 - 2021年、2024年）